# Baissea floribunda
Baissea floribunda là một loài thực vật có hoa trong họ La bố ma. Loài này được (K.Schum.) Hua mô tả khoa học đầu tiên năm 1890.